# Recherche et sauvetage volontaires dans les Tatras
Recherche et sauvetage volontaires dans les Tatras (en polonais : Tatrzańskie Ochotnicze Pogotowie Ratunkowe, TOPR) est une organisation polonaise de sauvetage en montagne à but non lucratif.
Elle secoure les alpinistes bloqués, les touristes et autres personnes ayant besoin d'aide dans les montagnes polonaises des Tatras. C'est l'une des plus anciennes associations de secours en montagne du monde.

## Formation
Chaque sauveteur potentiel doit suivre une formation spéciale d'une durée de 1,5 à 3 ans, au cours de laquelle il doit démontrer d'excellentes connaissances de la topographie des Tatras ainsi que des capacités pratiques telles que l'escalade, le ski, la spéléologie, le sauvetage et les premiers secours. Après avoir terminé la formation, le sauveteur prête serment au directeur.
En 2011, la TOPR comptait environ 250 membres, dont 140 avaient obtenu l'autorisation de participer à des missions de sauvetage. La majorité des sauveteurs sont des bénévoles ; seuls 33 sont des sauveteurs professionnels.
Contrairement à certaines autres organisations de secours en montagne, TOPR ne facture aucun paiement pour les sauvetages. L'organisation est financée par le ministère polonais des Affaires intérieures, par des dons de particuliers et d'entreprises et par les frais d'entrée au parc national des Tatras.

## Histoire

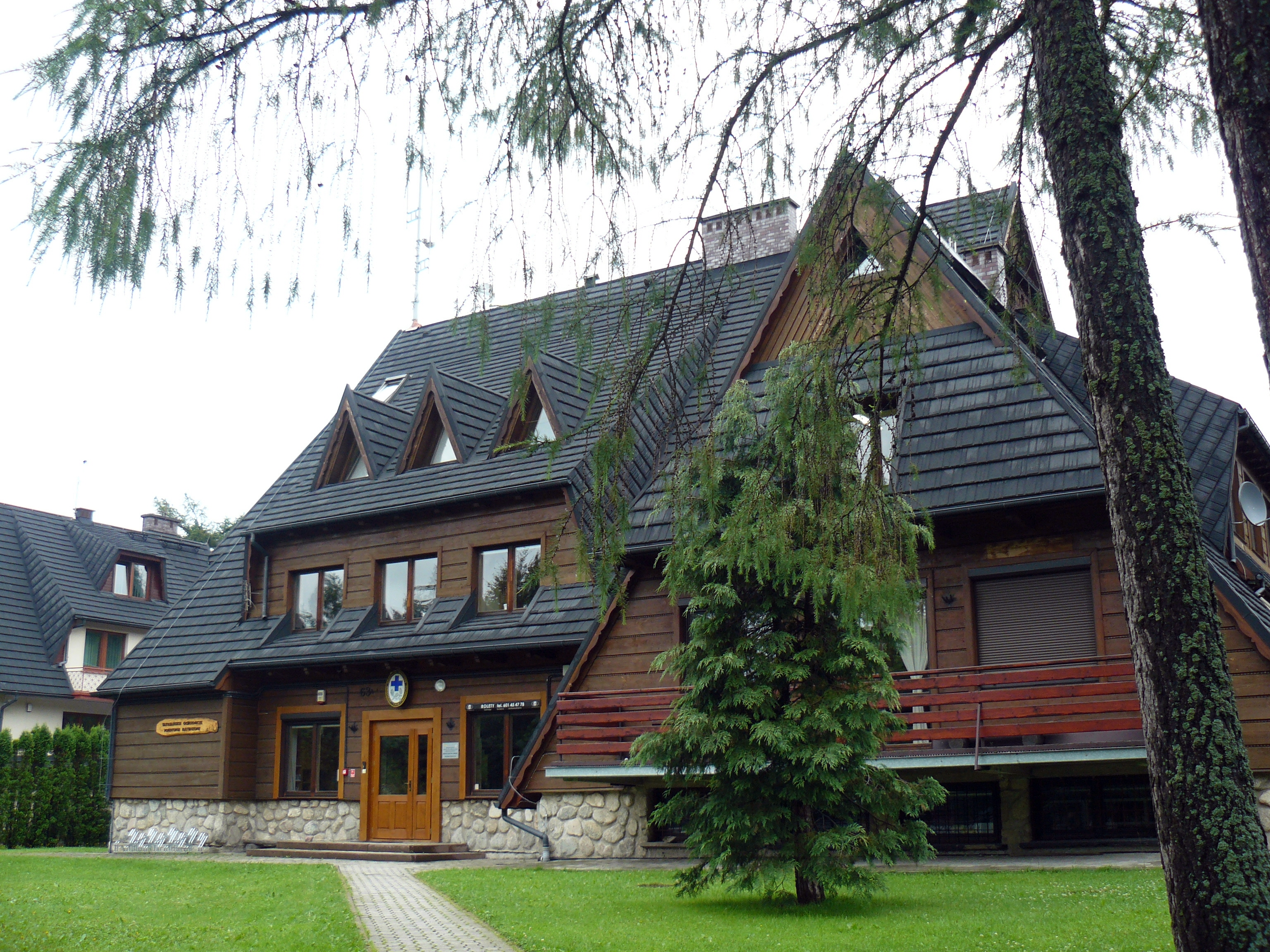
Siège social à Zakopane.

Le lancement initial du projet de l'association de secours en montagne commence en 1908. La mort du compositeur polonais Mieczysław Karłowicz dans une avalanche accélère la création de l'organisation, qui est enregistrée le 29 octobre 1909 à Lwów, en Pologne. Kazimierz Dłuski la préside alors et Mariusz Zaruski (en) en est nommé directeur. Le siège du TOPR, Dworzec Tatrzański, est situé à Zakopane.
En 1910, lors d'une mission de sauvetage sur la paroi nord du Petit pic Javorovy, l'un des sauveteurs, Klemens Bachleda (en), meurt dans un éboulement, malgré l'ordre distinct du directeur ordonnant à Klemens d'interrompre l'opération en raison des conditions météorologiques. Le sacrifice héroïque est vain puisque l'alpiniste Stanisław Szulakiewicz était mort au moment où l'équipe l'atteignit,.
Au cours des premières années, TOPR ne compte que 11 sauveteurs. Le nombre de volontaires augmente jusqu'à ce qu'en 1939, 20 ans après son lancement, TOPR dispose de 50 sauveteurs formés.
En 1939, après le déclenchement de la Seconde Guerre mondiale, la TOPR cesse de fonctionner et les habitants de Zakopane se dispersent à travers le pays. En 1940, pendant l'occupation allemande de la Pologne, l'Allemagne réussit à influencer TOPR pour qu'elle reprenne ses services de secours et l'association fonctionne alors sous le nom de Freiwillige Tatra Bergwacht pendant toute la durée de la guerre.
En 1952, le service de sauvetage volontaire des Tatras est intégré au Górskie Ochotnicze Pogotowie Ratunkowe (pl) (GOPR).
TOPR utilise pour la première fois un hélicoptère lors d'une mission de sauvetage en 1963. Tadeusz Augustyniak, pilote de sauvetage expérimenté et membre honoraire de l'organisation, exploite le SM-1. Le véhicule transporte un touriste avec une jambe cassée de la vallée des Cinq Lacs vers un hôpital de Zakopane.
En 1974, les sauveteurs ont adopté Cygan, un berger allemand, et l'ont entraîné à participer au sauvetage en cas d'avalanche.
En 1991, TOPR devient une organisation indépendante et se retirée du GOPR. Un an plus tard, le président polonais Lech Wałęsa décerne aux sauveteurs des Tatras un PZL W-3 Sokół. Le nouveau véhicule dispose d'un système de vol stationnaire plus avancé que le MI-2 utilisé auparavant, et rend ainsi plus sûres les missions de sauvetage dans les zones les plus élevées et les moins accessibles des montagnes. Le PZL W-3 Sokół a également une capacité de poids accrue, permettant le transport de plus de sauveteurs. Moins de 3 ans plus tard, l'appareil s'écrase lors d'une opération de sauvetage. Deux pilotes (Bogusław Arendarczyk et Janusz Rybicki) et 2 sauveteurs (Janusz Kubica et Stanisław Mateja) sont tués.
En 1999, la TOPR est incorporée à la Commission internationale de sauvetage alpin (IKAR).
La catastrophe la plus tragique dans les Tatras se produit en janvier 2003. Un groupe d'étudiants du secondaire de Tychy se dirigeant vers le Rysy est pris dans une avalanche, faisant 8 morts. Au cours du deuxième jour de la mission de sauvetage, une erreur critique se produit dans l'un des hélicoptères Sokół, interrompant le fonctionnement des deux moteurs. Le pilote, Henryk Serda, a pu effectuer un atterrissage en autorotation, causant des dommages importants au véhicule mais évitant d'endommager des objets terrestres. Peu de temps après l'incident, le pilote est licencié pour avoir enfreint les lois sur la sécurité aérienne. Henryk Serda fait appel de nouveau et est déclaré innocent en raison de divergences dans les rapports des responsables. Une inspection du véhicule, confirmée par le constructeur, soulève la possibilité que le Sokół n'ait pas été entretenu correctement. Cette tragédie a été adaptée au cinéma sous le titre, Cisza (Le Silence), en 2010.